# Sankt Roman
Sankt Roman è un comune austriaco di 1 714 abitanti nel distretto di Schärding, in Alta Austria.